# Premi Carles Rahola de comunicació local
El Premi Carles Rahola de comunicació local és un premi periodístic promogut per la Diputació de Girona i el Col·legi de Periodistes de Catalunya en la seva demarcació de Girona. Van crear-se amb l'objectiu de reconèixer la tasca de la professió periodística a les comarques gironines i fomentar la creativitat informativa i les iniciatives per difondre, recuperar, gestionar o aplegar informació de tipus periodístic. Està dedicat al periodista gironí Carles Rahola i Llorens, afusellat el 15 de març de 1939 per les tropes franquistes.
Des de la seva primera edició el 2010 compta amb aquestes categories:
- millor projecte sobre comunicació periodística
- millor treball informatiu o divulgatiu en premsa escrita o en línia
- Premi Miquel Diumé al millor treball informatiu o divulgatiu en ràdio o ràdio en línia
- millor treball informatiu o divulgatiu en TV o TV en línia
- Premi de fotoperiodisme
- millor iniciativa de comunicació institucional
- millor informació digital